# Melanoplus alexanderi
Melanoplus alexanderi är en insektsart som beskrevs av Hilliard Jr. 2001. Melanoplus alexanderi ingår i släktet Melanoplus och familjen gräshoppor. Inga underarter finns listade i Catalogue of Life.